# Sympistis anubis
Sympistis anubis là một loài bướm đêm thuộc họ Noctuidae. Nó được tìm thấy ở California và miền bắc Sierra Nevada at altitudes of khoảng 5,400 foot.
Sải cánh dài khoảng 30 mm. Con trưởng thành bay vào cuối tháng 8.